# Ixora stokesii
Ixora stokesii är en måreväxtart som beskrevs av Forest Buffen Harkness Brown. Ixora stokesii ingår i släktet Ixora och familjen måreväxter. Inga underarter finns listade i Catalogue of Life.